# Mark Dvoretsky
Mark Izrailovich Dvoretsky ou Israelovich em russo:  Марк Израилевич Дворецкий; (Moscou, 9 de dezembro de 1947 – 26 de setembro de 2016) foi um enxadrista russo, escritor, treinador e Mestre Internacional.
Morreu em 26 de setembro de 2016, aos 68 anos.